# Second Summer of Love
 (septembre 2014).
Si vous disposez d'ouvrages ou d'articles de référence ou si vous connaissez des sites web de qualité traitant du thème abordé ici, merci de compléter l'article en donnant les références utiles à sa vérifiabilité et en les liant à la section « Notes et références ».
Le Second Summer of Love désigne les étés 1988 et 1989 au Royaume-Uni qui ont vu l'apparition de l'acid house et des rave parties. L'expression originelle renvoie au Summer of Love de 1967 à San Francisco, qui fit connaître le mouvement hippie. 

## Les origines

### Ibiza
Cette île des Baléares, connue pour ses nuits animées depuis l'arrivée des hippies,, est le premier lieu dans lequel se popularise l'acid house en Europe au milieu des années 1980. Elle a ainsi servi de catalyseur pour une poignée de DJ anglais en vacances qui l'ont popularisée à leur retour au pays,,.

### Une Angleterre en crise
Le contexte dans lequel arrive cette musique est assez particulier car l’Angleterre, gouvernée par Margaret Thatcher, qui fait fermer des mines, avait atteint à l'époque le plus fort taux de chômage[Depuis quand ?]. La nouvelle génération de l'époque ne croit plus beaucoup en l'avenir et c'est un des facteurs qui va contribuer au Second Summer of Love. Un autre facteur est l'arrivée d'une nouvelle drogue, l'ecstasy, qui se répand en même temps que les raves parties. C'est dans ce contexte explosif, issu de ces différentes causes, que naît le Second Summer of Love.
L'Haçienda à Manchester fut la première discothèque anglaise à jouer de la musique électronique, créant un grand choc à l'époque.

### Les raves parties
Le rôle des raves parties est essentiel, car elles sont au cœur du Second Summer of Love. À cette époque, les jeunes ne pouvaient pas danser tard, car les discothèques anglaises ouvraient à 9 h et fermaient à 2 h. C'est dans l'objectif de continuer à danser plus tard que furent inventées les raves parties, inaugurant par là-même le Second Summer of Love.
Pour les premiers ravers tout était amour et paix, l'objectif initial était uniquement de danser et de profiter de la musique de manière pacifique. C'est la liberté : liberté de danser, liberté de s'amuser, liberté de prendre ce que l'on veut, liberté de venir comme on veut. Quand ils allaient dans les raves, ils pénétraient dans un autre monde là où ils oublient tous leurs problèmes, et où tout devient paix et amour.
Une bonne rave devait se tenir dans des endroits insolites, avec une sono (sound system) très puissante. L'emplacement était tenu secret par les organisateurs, et trouver la rave était un véritable jeu de piste. Seul le départ du chemin était communiqué aux intéressés. Les raves ont été très vite montrées du doigt comme étant des « marchés de la drogue », et ont acquis une réputation de moins en moins bonne auprès du grand public, même si l'idée initiale était principalement basée sur la liberté et le respect de l'autre.

## La fin duSecond Summer of Love

### La répression et le grand départ
En 1989, le gouvernement de Margaret Thatcher prit des décisions contre les raves parties. Son gouvernement avait interdit les raves et tout rassemblement de plus de dix personnes autour de la « musique répétitive ». Il y eut de violentes altercations entre les ravers et la police et les annulations de raves se faisaient de plus en plus fréquentes, à mesure que la répression devenait de plus en plus forte. Ceci incita les ravers à partir à l'étranger pour organiser des rave parties. C'est ainsi qu'il y eut des raves partout en Europe, du début des années 1990 jusqu’à 1995.
Certains organisateurs continuèrent en Angleterre, prétextant une vieille loi sur le fait que l’État avait donné des terres pour que le peuple puisse se réunir et faire la fête ensemble, mais cela n'a pas fonctionné et ils durent arrêter.

### Vidéographie
- Bienvenue au club, film de Dimitrie Pailhe diffusé sur Arte
- Techno Story, diffusé sur la chaîne Histoire